# Calera de Tango
Calera de Tango är en kommun i Chile.   Den ligger i provinsen Provincia de Maipo och regionen Región Metropolitana de Santiago, i den södra delen av landet, 23 km sydväst om huvudstaden Santiago de Chile.
Trakten runt Calera de Tango består till största delen av jordbruksmark. Runt Calera de Tango är det ganska glesbefolkat, med 40 invånare per kvadratkilometer.